# Хабьяримана, Жювеналь
Жювена́ль Хабьярима́на (руанда Yuvenali Habyarimana, фр. Juvénal Habyarimana; 8 марта 1937[…], Gisenyi Province, Руанда-Урунди — 6 апреля 1994[…], Кигали, Руанда) — руандийский политический и государственный деятель, президент Республики Руанда с 1 августа 1973 года по 6 апреля 1994 года.

## Биография
Хуту по происхождению. Учился в университете Леопольдвиля (ныне Киншаса, Демократическая Республика Конго), затем окончил офицерскую школу в Кигали (Руанда). В независимой Руанде занимал ряд высших постов в армии и полиции. С 1970 года — полковник, с 1973 года — генерал-майор. Министр обороны и госбезопасности.
В июле 1973 года совершил государственный переворот, заняв пост президента. Глава правительства с 1974 года. Председатель партии «Национальное революционное движение за развитие» (НРДР, основана им в 1975 году). Проводил политику тесного сотрудничества с Западом.

### Гибель
6 апреля 1994 года был убит вместе с президентом Республики Бурунди Сиприеном Нтарьямирой в результате обстрела самолёта из ПЗРК. Останки покойного оказались в Заире, где их поместили в мавзолей в Гбадолите. В мае 1997 года гроб с телом Хабьяриманы был выкопан и отправлен самолётом в Киншасу. Воздушное судно простояло в столичном аэропорту три дня, затем под надзором индуистского священника труп был кремирован, а пепел захоронен.

## Память
В президентском дворце Жювеналя Хабьяриманы в Канобме с 2009 года действует музей.